# Adam Krzemiński
Adam Krzemiński (* 27. ledna 1945, Radecznica, Lublinské vojvodství) je polský germanista a novinář.

## Život a dílo
Adam Krzemiński vystudoval germanistiku na univerzitě ve Varšavě a v Lipsku. Po studiích se vydal na dráhu novináře. Od roku 1973 je redaktorem polského týdeníku Polityka. Věnuje se především německým dějinám, či německo-polským vztahům. V Polsku platí za jednoho z největších znalců Německa. Píše také pro německý deník Die Zeit.

### Publikační činnost (výběr)
- Polen im 20. Jahrhundert: ein historischer Essay. 2. Aufl. München: Beck, 1998. 239 S.